# Joana I de Castella
Joana I de Castella (Toledo, 6 de novembre de 1479 - Castell de Tordesillas, Valladolid, 12 d'abril de 1555), coneguda també com a Joana la Boja (la Loca, en castellà), fou princesa d'Astúries i de Girona (1497-1504), reina de Castella, de Lleó, etc., senyora de Biscaia (1504-1555), duquessa de Montblanc (1497-1504) i comtessa de Flandes (1504-1555). Ostentà també els títols de comtessa de Barcelona, reina d'Aragó, de València, de Mallorca, de Sardenya i de Nàpols (1516-1555), tot i que el govern efectiu estava en mans del seu fill Carles d'Habsburg, que també feia servir, conjuntament, els mateixos títols. Era filla del rei d'Aragó Ferran el Catòlic i la reina de Castella Isabel la Catòlica.

## Infanta de Castella
Des de petita, molt bella i intel·ligent, va rebre una acurada educació, pròpia d'una infanta de Castella. Com a improbable hereva de Castella, aquesta educació fou basada més en l'obediència que no pas en el govern, a diferència de l'exposició pública i l'ensenyament del govern requerits en la instrucció d'un príncep.
En l'estricte i itinerant ambient de la cort castellana de la seva època, Joana va ser alumna avantatjada en comportament religiós, bones maneres i maneig propis de la cort, sense desestimar arts com la dansa i la música, entrenament com a genet i el coneixement de llengües romàniques pròpies de la península Ibèrica, a més del francès i el llatí. Entre els seus principals preceptors hi havia el sacerdot dominic Andrés de Miranda, l'amiga i tutora de la seva mare Beatriz Galindo, "la Latina", i, per descomptat, la seva pròpia mare.

## Arxiduquessa d'Àustria

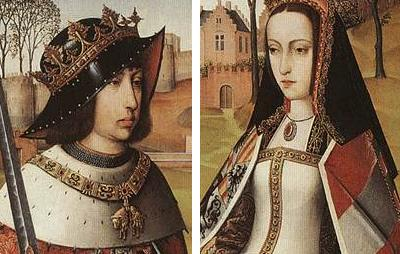
Felip el Bell i Joana I de Castella

Com ja era costum en l'Europa d'aquests segles, Isabel i Ferran van negociar els matrimonis de tots els seus fills amb la finalitat d'assegurar els seus objectius diplomàtics i estratègics. Conscients de les aptituds de Joana i del seu possible acompliment en una altra cort, així com amb la necessitat de reforçar els llaços amb el Sacre Imperi Romanogermànic, Maximilià I d'Àustria, contra els cada vegada més hegemònics monarques francesos de la dinastia Valois, van oferir Joana al fill d'aquest, Felip d'Habsburg, arxiduc d'Àustria, duc de Borgonya, Brabant, Limburg i Luxemburg, Flandes, Habsburg, Hainaut, Holanda, Zelanda, Tirol i Artois, i senyor d'Anvers i Malines entre altres ciutats. A canvi d'aquest enllaç, els Reis Catòlics demanaven la mà de la filla de Maximilià, Margarida d'Àustria, com esposa per al príncep Joan d'Aragó. Joana de Castella ja havia estat considerada prèviament per l'hereu francès, de la Dinastia Valois, i el 1489 fou demanada en matrimoni pel rei d'Escòcia, Jaume IV, de la Dinastia Estuard.
Tot i la seva voluntat de ser monja l'agost de 1496, als 16 anys, els seus pares la fan partir des de la platja de Laredo, en una de les embarcacions genoveses del capità Joan Pérez. Però la flota també incloïa, per demostrar l'esplendor de la Corona castellana a les terres del nord i mostrar el seu poder a l'hostil rei francès, 131 embarcacions més, des de naus a caravel·les, amb una tripulació de 15.000 homes.
Joana fou acomiadada per la seva mare i els seus germans, i inicià el seu rumb cap a la llunyana i desconeguda terra flamenca. La travessa va tenir alguns contratemps que, en primer lloc, la van obligar a prendre refugi a l'Illa de Portland, Anglaterra, el 31 d'agost. Quan finalment la flota va poder acostar-se a Middelburg (Zelanda) una de les embarcacions genoveses que transportava 700 homes es va enfonsar, i amb ella les vestimentes de Joana i molts dels seus efectes personals.
Amb Joana en terres flamenques, no fou rebuda pel seu promès que es trobava a Alemanya, tot perpetrat per l'oposició dels consellers francòfils de Felip a les aliances de matrimoni pactades per l'emperador. Aquests consellers intentaren encara el 1496, i amb Joana ja a la Cort, convèncer Maximilià de la inconveniència d'una aliança amb el Regne de Castella i les virtuts d'una aliança amb el regne francès.
L'ambient de la cort en el qual es va trobar Joana fou radicalment oposat al que ella va observar a la seva Castella natal. La sòbria, religiosa i familiar cort castellana contrastava amb la festiva, desinhibida i individualista cort borgonyona-flamenca.
Tot i que no es coneixien, s'enamoraren bojament, però aviat Felip perdé l'interès en la relació i nasqué en Joana una gelosia patològica. Sempre estava vigilant el seu espòs i malgrat l'avançat estat de gestació del seu segon embaràs, del qual naixeria l'infant Carles d'Àustria el 24 de febrer del 1500, va assistir a una festa al Palau de Gant. Aquell mateix dia va tenir al seu fill, es diu, als lavabos del Palau.

## Núpcies i descendència
El casament amb Felip el Bell es realitzà el 12 de novembre de 1496 a Lier. D'aquest matrimoni en nasqueren:
- la infanta Elionor d'Habsburg (1498-1558), casada el 1519 amb Manuel I de Portugal i el 1530 amb Francesc I de França.
- el príncep Carles I de Castella i V d'Alemanya (1500-1558), rei de Castella i d'Aragó i emperador del Sacre Imperi Romanogermànic.
- la infanta Elisabet d'Habsburg (1501-1526), casada el 1515 amb Cristià II de Dinamarca.
- el príncep Ferran I d'Habsburg (1503-1564), emperador del Sacre Imperi Romanogermànic.
- la infanta Maria d'Habsburg (1505-1558), casada el 1522 amb Lluís II d'Hongria.
- la infanta Caterina d'Habsburg (1507-1578), casada el 1525 amb Joan III de Portugal.

## Reina de Castella
El 1497 fou nomenada princesa d'Astúries, degut a la mort del seu germà l'infant Joan d'Aragó, passant per davant de la seva germana gran Isabel d'Aragó, la qual pel seu casament amb el rei Manuel I de Portugal feia témer als Reis Catòlics la possible unió dels seus regnes sota domini portuguès. Amb la mort d'Isabel d'Aragó el 1498, així com el fill d'aquesta, l'infant Miquel da Paz el 1500, va esdevenir hereva plena de la Corona de Castella.
Quan l'any 1503 el seu marit, Felip, decidí anar-se'n a Flandes a resoldre uns assumptes, sembla que s'agreujà el seu estat mental. Decideix llavors, partir cap a Castella al costat dels seus pares, especialment per la petició de la seva mare, preocupada pel seu estat de salut, car estava embarassada per quarta vegada, deixant a Brussel·les els seus tres fills petits.
Morta Isabel la Catòlica el 26 de novembre de 1504, es planteja el problema de la successió a Castella. Per la Concòrdia de Salamanca de 1505 s'acordà el govern conjunt de Felip el Bell, Ferran el Catòlic i la mateixa Joana. Les males relacions entre Felip, a qui donava suport la noblesa castellana, i Ferran van fer que aquest renunciés al poder a Castella (Concòrdia de Villafáfila de 1506) per evitar un enfrontament armat, i se centrà en els seus assumptes a la Corona d'Aragó.

## Mort de Felip el Bell
El 25 de setembre de 1506 mor Felip, entre rumors d'enverinament. Els rumors sobre l'estat de bogeria de Joana van augmentar. Des de Burgos, on va morir Felip, el traslladaren a Granada per enterrar-lo, viatjant sempre de nit i amb la reina Joana sense separar-se ni un moment del fèretre i besant-li els peus al seu difunt marit quan paraven a descansar. A partir d'aquell moment, Joana no es va voler canviar més de roba, ni rentar-se i Ferran el Catòlic va decidir fer-la recloure a Tordesillas el mes de gener de l'any 1509, iniciant el rei d'Aragó una regència a Castella fins al 1516. Allà va passar la resta de la seva vida fins al dia que va morir, el 12 d'abril del 1555, després de 46 anys de reclusió forçosa i sempre vestida de negre.
El 1516, amb la mort de Ferran el Catòlic i en funció de l'últim testament del rei, Joana fou proclamada hereva de la Corona d'Aragó i successora de son pare en tots els seus títols, però per la seva incapacitat, en tindria la regència el fill gran de Joana, el príncep Carles d'Habsburg, "para que en nombre de la dicha Serenísima Reyna, su madre, los gobierne, conserve, rija y administre", com diu el mateix testament. Encara que n'era la reina nominal, Joana no va arribar a regnar efectivament a la Corona d'Aragó. Així mateix, mai no va ser declarada incapaç per les Corts castellanes ni se li va retirar el títol de reina, encara que també governava en el seu nom Carles, conegut com a Carles I. Mentre Joana va viure, en els documents oficials havia de figurar en primer lloc el nom de la reina Joana, seguit pel de Carles.
A la mort de Ferran el Catòlic, va exercir la regència de Castella el Cardenal Cisneros fins a l'arribada de Carles des de Flandes, i la d'Aragó el fill natural del rei, arquebisbe de Saragossa, Alfons d'Aragó.

## Tancament a Tordesillas

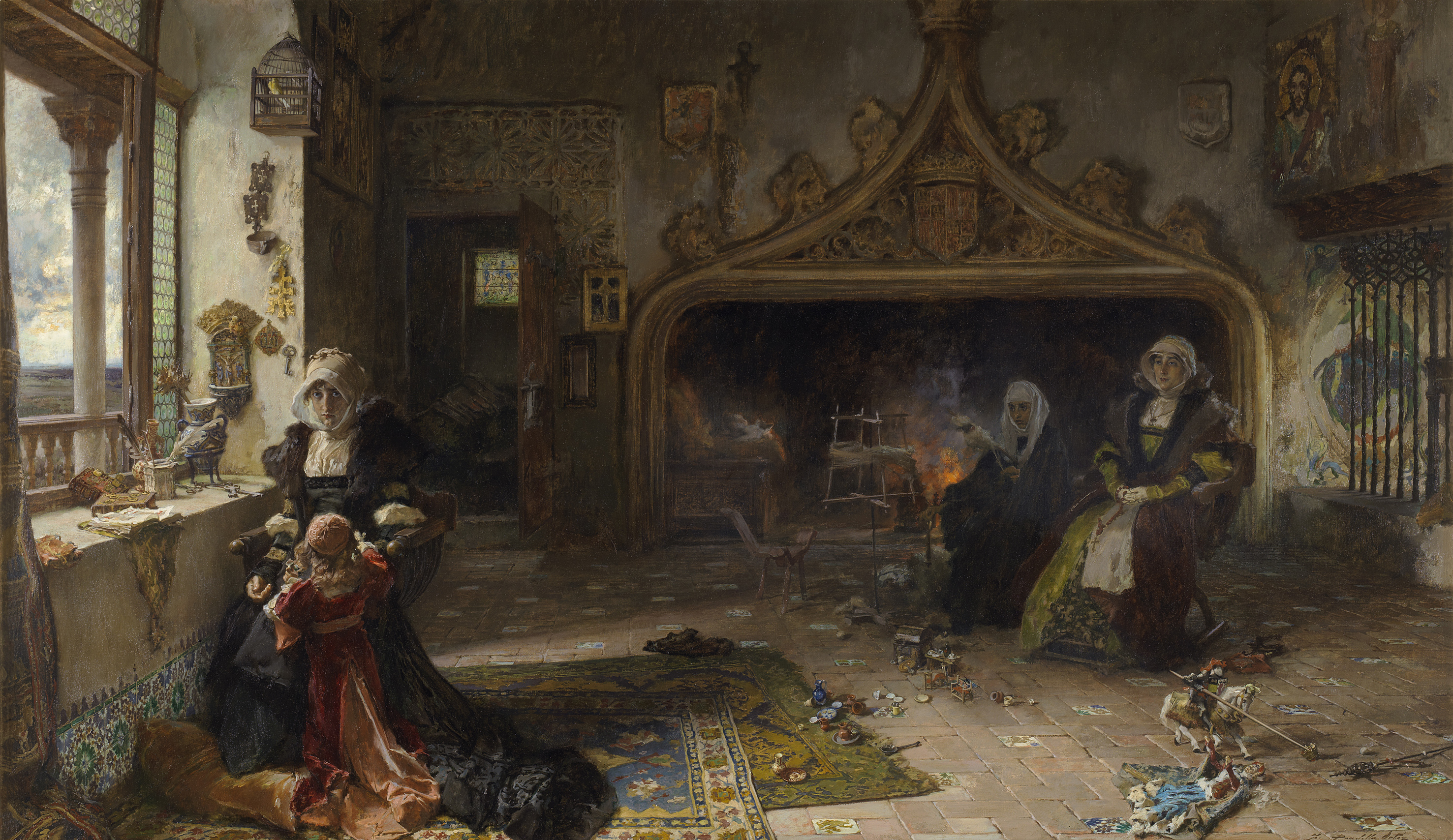
Francisco Pradilla. La reina Joana la Boja, reclosa a Tordesillas amb la seva filla, la infanta Caterina, 1906.

D'ençà que el seu pare la feu tancar el 1509, la reina Joana visqué reclosa al convent de Santa Clara Tordesillas, en les cambres de l'antic palau reial de Pere I de Castella: hi visqué fins que morí el 12 d'abril de 1555, després de 46 anys d'empresonament. Mai no va deixar de vestir de dol i tenia com a única companyia la seva filla petita, Caterina, fins que va aquesta va marxar el 1525 per a casar-se amb Joan III de Portugal.
Mentre foren recloses, Joana i Caterina foren menystingudes i maltractades físicament i psicològica pels seus custodis. Especialment durs van ésser els anys que la custòdia va estar a càrrec del Marquès de Dénia, Bernardo de Sandoval y Rojas, i de la seva esposa. El marquès va complir la seva funció amb gran il·lusió, com semblava presumir en una carta adreçada a l'emperador en la que assegurava que, malgrat les queixes constants de Joana, el rei havia d'estar tranquil perquè ell controlava la situació.
El confinament de Joana i la seva presumpta incapacitat mental foren essencials per a legitimar el seu fill Carles en el tron, i abans el paper de son pare Ferran com a regent i governador del regne de Castella. Els opositors del nou rei podien discutir-ne la legitimitat invocant la capacitat de la reina Joana i fer-lo caure com a usurpador. Així, durant la revolta de les Comunitats de Castella, la figura de Joana es va convertir en una peça clau per a donar-li legitimitat. Igualment, Ferran el Catòlic i Carles I van intentar esborrar les proves documentals del tancament de Joana: no hi ha cap rastre de la correspondència intercanviada entre Ferran i Luis Ferrer o entre Carles I i altres custodis. Fins i tot Felip II va ordenar cremar alguns documents relatius a la seva àvia.

## Revolta de les Comunitats de Castella
La Revolta de les Comunitats de Castella (1520) reconeix com a sobirana a la Reina Joana en la seva lluita contra Carles V. Després de la crema de Medina del Campo, el cardenal Adrià d'Utrecht i el govern van trontollar. Molts pobles i llogarets es van afegir a la causa comuna, i els residents de Tordesillas van irrompre al Palau de la Reina obligant el Marquès de Dénia a acceptar que una Comissió de la que parlava atacants amb Doña Juana. Llavors après la Reina de la mort del seu pare i els esdeveniments que s'havien produït a Castella des d'aleshores. Dies més tard, Joan de Padilla es va reunir amb ella, explicant que la Junta d'Àvila pretenia posar fi als abusos comesos pels flamencs i protegir la Reina de Castella, retornant el poder que li havia estat confiscat, si ho desitjava. Doña Juana va respondre: «Sí, sí, quedeu aquí al meu servei i aviseu-me de tot i castigueu els nois dolents». L'entusiasme plebeu, després d'aquestes paraules, va ser enorme. La seva causa fou legitimada pel suport de la Reina. Des d'allà l'objectiu dels comuners seria, en primer lloc, demostrar que Joana no estava boja i que tot havia estat una trama, iniciat el 1506, a eliminar-lo del poder. I llavors, la Reina, a més a més per amb les seves paraules, endossar seus acords signatura van ser preses. Per això, la Junta d'Àvila es va traslladar a Tordesillas, que es va convertir en centre d'acció de la comunitat durant algun temps. Després d'aquests canvis, tothom, incloent-hi el cardenal, afirma que Joana "pensa una altra vegada" ja es va interessar per les coses, l'esquerra, parlar, prendre cura del seu personal i, en cas fora poc, pronunciant algunes paraules reflexives i eloqüents als fiscals del Consell; paraules que recollit del Notariat i va començar a difondre. Però la Junta necessita més que paraules de la Reina, necessitava documentació, necessitava la signatura actual per validar actuacions. Una empresa que podria significar el final del regnat de Carles, com això recorda el cardenal Adriano: «Si inicieu la vostra altesa, que sens dubte tot el Regne serà perdut». Però aquests comuners, abans els partidaris del rei, va ensopegar amb el repudi en ferro de Joana, a la qual ni precs ni amenaces es van fer com a signe de qualsevol paper.Al final de 1520, l'exèrcit imperial va entrar a Tordesillas, a restaurar al seu càrrec del Marquès de Dénia. Juana fou convertia en una Reina captiva, com assegurava la seva filla Catalina, quan va comunicar a l'emperador que la seva mare va deixar fins i tot a peu a través del corredor davant el riu: «y la encierran en su cámara que no tiene luz ninguna».

## Darrers anys
La vida de la Reina Joana va empitjorar progressivament, com van declarar els pocs que va aconseguir anar a visitar-la. Sobretot quan la seva filla petita, que pretenia protegir-se contra el tractament despòtic del Marquès de Dénia, va haver de deixar-la per casar-se amb el rei de Portugal. Des d'aleshores els episodis depressius es produïren cada vegada amb més intensitat. En els darrers anys, la suposada malaltia mental física, va esdevenir completament certa. Tenia grans dificultats a les cames, que finalment van deixar-li de funcionar. Després va tornar a la indiferència religiosa, suggerint alguns religiosos que podria estar endimoniada. Davant aquesta situació, el seu net Felip demanà a un jesuïta, el futur Sant Francesc de Borja, que la visités i esbrinés què hi havia de cert en tot això. Després de parlar amb ella, el jesuïta digué que les acusacions eren infundades i que, tenint en compte el seu estat mental, potser la Reina no havia estat tractada correctament. No obstant això en el seu llit de mort es negà a confessar tot i així rebé la extrema unció.

## Controvèrsia sobre la seva salut mental

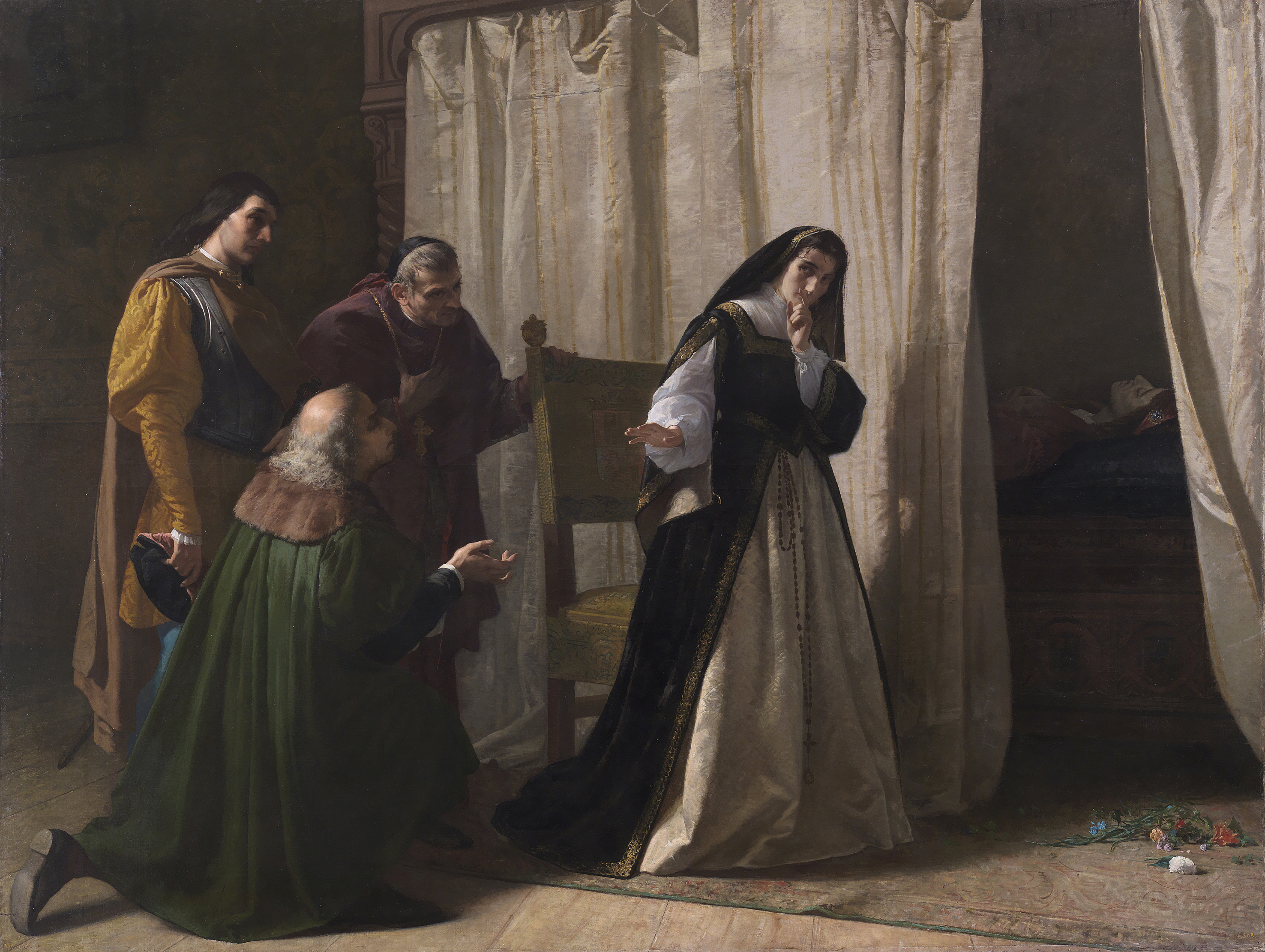
La demència de la reina Joana(1867), de Lorenzo Vallés. Museu del Prado (Madrid).

La versió oficial al segle XVI era que la Reina Joana havia estat retirada del tron per la seva incapacitat derivada d'una malaltia mental. Ha estat escrit que patís de malenconia, trastorn depressiu greu, psicosi, esquizofrènia heretada. Hi ha debat sobre el diagnòstic de la malaltia mental, tenint en compte que els seus símptomes van empitjorar per un confinament forçat i submissió als altres. També s'ha especulat que podria haver heretat el mal d'alguns dels familiars materns, ja que la seva àvia materna, Isabel de Portugal, Reina de Castilla, va patir el mateix durant la seva viduïtat quan seu fillastre la va exiliar al castell d'Arévalo, a Àvila. Gustav Bergenroth fou el primer, en la dècada de 1860, que van trobar documents a Simancas i altres fitxers mostrant que l'anomenada Juana la Loca, de fet havia estat víctima d'una conspiració encapçalada pel seu pare, Ferran i confirmada més tard pel seu fill Carles.10

## La Reina Joana en l'art

### En el Romanticisme

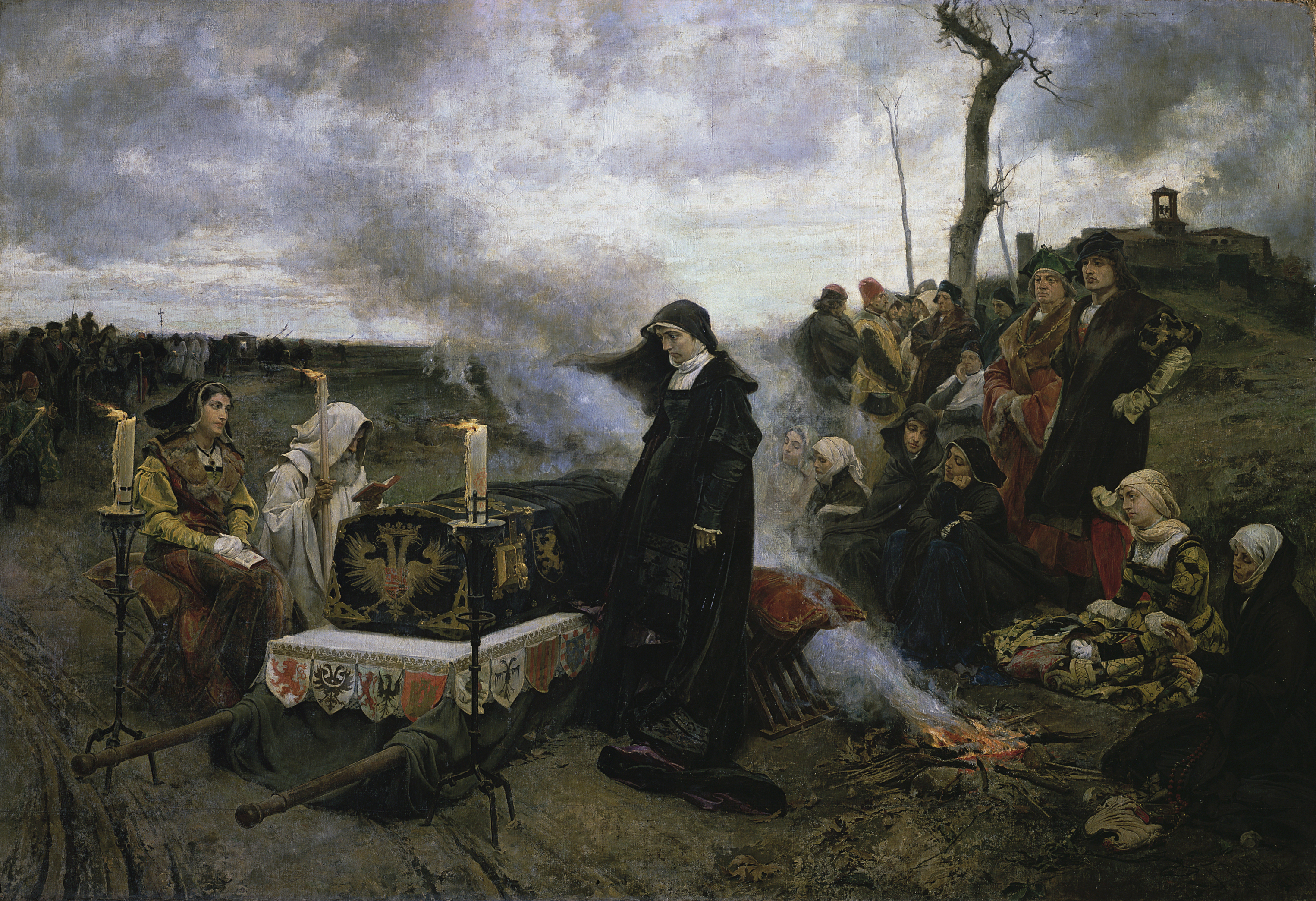
Doña Juana la Loca (1877), de Francisco Pradilla y Ortiz. Museo del Prado (Madrid)

La memòria de Joana va desapareixent amb el pas del temps però la seva figura va ser molt atractiva al romanticisme, perquè va aplegar un nombre d'altament valorades característiques: la passió malaltissa d'un amor no correspost, l'angoixa per la bogeria i gelosia excessiva. El 1836 el pintor francès Charles de Steuben, captura en una caixa tots els temes de la llegenda de la Reina i, posteriorment, a Espanya es donà solta a la imaginació establint quela imatge de la bogeria va ser establerta per a l'amor de Juana.
Numerosos algunes de les seves obres dedicades al personatge: Eusebio Asquerino i Gregorio Romero (Felipe aquell bonic)Manuel Tamayo i Baus (bogeria d'amor), Emilio Serrano (Doña Juana la Loca), Lorenzo Vallés (demència de Doña Juana de Castilla) (Tragedia Juana la Loca en quatre actes) per Santiago Sevilla. Però, sens dubte, el més famós treball inspirat per la reina va ser Doña Juana " la loca" (1877) Francisco Pradilla Ortiz, ara al Museo del Prado.

### Teatre
Els últims mesos de la vida de la reina es recreen en l'obra de teatre Santa Juana de Castilla, de Benito Pérez Galdós, estrenada en el Teatre María Guerrero de Madrid el dia 8 de maig de 1918, amb un elenc encapçalat per l'actriu Margarita Xirgu.
El personatge també es recreat en la peça El Cardenal de España (1960), del francès Henry de Motherlant, centrada en els últims mesos de la vida del Cardenal Cisneros. En l'estrena mundial, a París, el personatge va ser interpretat per la seva germana Julia i quaranta anys més tard, per la seva neta Irene Escolar, en ambdós casos per televisió.
El 2016 el personatge històric va ser interpretat per Concha Velasco, en un monòleg titulat Reina Juana, escrit per Ernesto Caballero i dirigit per Gerardo Vera en el Teatre de La Abadía de Madrid.

### Cinema
| Any  | Pel·lícula                               | Director          | Actriu               |
| ---- | ---------------------------------------- | ----------------- | -------------------- |
| 1948 | Locura de amor                           | Juan de Orduña    | Aurora Bautista      |
| 1982 | Cristòfor Colom, d'ofici ... descobridor | Mariano Ozores    | Beatriz Elorrieta    |
| 1983 | Juana la loca... de vez en cuando        | José Ramón Larraz | Beatriz Elorrieta    |
| 2001 | Juana la Loca                            | Vicente Aranda    | Pilar López de Ayala |
| 2016 | La corona partida                        | Jordi Frades      | Irene Escolar        |

### Televisió
| Any  | Sèrie                 | Episodi                       | Director              | Actriu               |
| ---- | --------------------- | ----------------------------- | --------------------- | -------------------- |
| 1977 | Mujeres insólitas     | La reina loca de amor         | Cayetano Luca de Tena | Julia Gutiérrez Caba |
| 1978 | Estudio 1             | Los Comuneros                 | José Antonio Páramo   | Lola Herrera         |
| 2014 | Bòrgia                | Tercera temporada, episodi 13 | Tom Fontana           | Miriam Stein         |
| 2014 | Isabel                | Tercera temporada             | Jordi Frades          | Irene Escolar        |
| 2015 | Carlos, Rey Emperador | Primera temporada             | Oriol Frades          | Laia Marull          |

### Òperes
- Enric Palomar, música, Rebecca Simpson, llibret: Juana estrena absoluta en l'Ópera de Halle - Alemanya 2005, editorial Mondigromax

### Novel·les
- El pergamino de la seducción (2005)

### Poesia
- Elegía a Doña Juana la Loca, de Federico García Lorca